# 陡河水库
陡河水库位于中国河北省唐山市开平区双桥镇，是以防洪为主，兼有供水功能的大（二）型水库。陡河水库河北省兴建的第一座大型水库，1976年唐山大地震，水库大坝遭受严重破坏，同年10月至次年5月完成修复工程。引滦入唐工程修建后，陡河水库是其终端调节水库。